# San Juan del Puerto
San Juan del Puerto is een gemeente in de Spaanse provincie Huelva in de regio Andalusië met een oppervlakte van 45 km². In 2007 telde San Juan del Puerto 7520 inwoners.

## Demografische ontwikkeling
Bron: INE, 1857-2011: volkstellingen